# 다나카 다케오

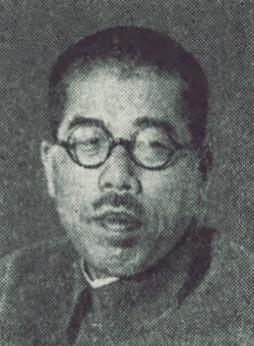
다나카 다케오

다나카 다케오(일본어: 田中武雄, 1891년 1월 17일 ~ 1966년 4월 30일)는 일본의 관료이자 정치가이다. 미에현 출신으로 조선총독부 정무총감 등을 역임하였다.

## 약력
- 1912년 : 메이지 대학 법률학부 졸업
- 1914년 : 나가노현 현경 경부보, 경시
- 1915년 : 고등문관시험 합격
- 1936년 : 조선총독부 경무국장
- 1939년 : 탁무차관
- 1942년 : 조선총독부 정무총감
- 1944년 : 고이소 내각의 내각서기관장, 대만사무국(対満事務局), 기획원, 군수성, 기술원, 총력전연구소 등
- 1945년 : 귀족원 의원에 칙선
- 1946년 : 공직추방
- 1951년 : 공직추방 해제

1965년경, 한일국교 정상화와 때를 같이 하여 대외적으로 활발한 움직임을 보인 중앙일한협회를 이끌었다. 일본통치 당시의 잘못을 보상하는 의미에서 군속으로 끌려갔다가 포로경비병 등을 했다는 이유로 전범으로 처벌받았던 한국인(추산 120명)들을 끝까지 돌봐주고 일본내에서의 생활안정을 위해 최대의 노력을 하고 있다고 말했다.